# Sorbo Serpico
Sorbo Serpico é uma comuna italiana da região da Campania, província de Avellino, com cerca de 566 habitantes. Estende-se por uma área de 8 km², tendo uma densidade populacional de 71 hab/km². Faz fronteira com Atripalda, Salza Irpina, San Potito Ultra, Santo Stefano del Sole, Volturara Irpina.

## Demografia
| Variação demográfica do município entre 1861 e 2011                               |
|                                                                                   |
| Fonte: Istituto Nazionale di Statistica (ISTAT) - Elaboração gráfica da Wikipedia |